# 24157 Toshiyanagisawa
24157 Toshiyanagisawa è un asteroide della fascia principale. Scoperto nel 1999, presenta un'orbita caratterizzata da un semiasse maggiore pari a 2,3431738 UA e da un'eccentricità di 0,0385033, inclinata di 4,01773° rispetto all'eclittica.
L'asteroide era stato inizialmente battezzato 24157 Yanagisawa per poi essere corretto nella denominazione attuale per risolvere l'ambiguità creatasi dall'aver usato lo stesso eponimo anche per (23109) 1999 YD13.
L'asteroide è dedicato al ricercatore giapponese Toshifumi Yanagisawa.